# Komplexy salenu s kovy

Čtvercový rovinný komplex salenu s kovem. M je atom kovu; R a R jsou funkční skupiny navázané na ethylenový můstek a/nebo benzenové jádro.

Komplexy salenu s kovy jsou komplexní sloučeniny tvořené kationty kovů a ligandy odvozenými od N,N'-bis(salicyliden)ethylendiaminu, běžně nazývaného salen. Příkladem takové sloučeniny může být salkomin, komplex kobaltnatého kationtu (Co2+), jehož vzorec se často zkracuje na Co(salen). Tyto komplexy se zkoumají jako možné katalyzátory.
V molekule salenu (H2salen nebo salenH2) se nachází dva fenolové hydroxyly. Ligandem je obvykle jeho konjugovaná zásada (salen2−), která vzniká odtržením protonů z těchto hydroxylů. Atom kovu zpravidla vytváří čtyři koordinačně-kovalentní vazby, dvě s kyslíkovými a dvě s dusíkovými atomy.

## Příprava
Salen vytváří komplexy s většinou přechodných kovů. Tyto komplexy se připravují reakcí H2salenu s příslušnými alkoxidy, amidy nebo octany. Lze také využít reakci s halogenidem, za přítomnosti nebo bez přítomnosti zásady; před reakcí s halogenidem lze provést deprotonaci nenukleofilní zásadou, jako je hydrid sodný. Jako příklad je možné uvést Jacobsenův katalyzátor, který se připravuje reakcí salenu s octanem manganatým.

## Struktura

Struktura [Cr(salen)(H_{2}O)_{2}]^{+}

Komplexy salenu s ionty d8 kovů, jako je Ni(salen), mají většinou nízkospinovou čtvercovou geometrii.
Komplexy s jinými kovy mohou mít další ligandy nad rovinou určenou dusíkovými a kyslíkovými atomy v molekule salenu. Komplexy s jedním ligandem navíc, například VO(salen), mívají čtvercově pyramidální geometrii. Komplexy s dvěma ligandy navíc, jako je Co(salen)Cl(py), mají obvykle oktaedrickou geometrii. MN2O2 jádro zpravidla mívá rovinný nebo téměř rovinný tvar, i když je ethylenový můstek zakřivený a ligand jako celek zaujímá pokřivenou grupu symetrie C2. Jsou známy případy, kdy ligandy způsobily posun N2O2 donorů mimo rovinu molekuly.

## Reakce

Struktura sloučeniny Co(salen)(CH_{2}CHMe_{2})(4-picoline), která napodobuje vlastnosti organokobaltnatého centra v molekule vitaminu B12.

První komplexy salenu s kovy byly objeveny v roce 1938. Následně bylo zjištěno, že komplex Co(salen) na sebe zvratně váže molekulární kyslík (O2), což vedlo k výzkumu schopností komplexních sloučenin salenu a jiných ligandů s kobaltem na sebe vázat a následně přepravovat kyslík, za účelem přípravy umělých přenašečů kyslíku.
Komplexy salenu a kobaltu také mají některé vlastnosti podobné jako vitamín B12.

### Homogenní katalýza
Při asymetrické epoxidaci alkenů se používají katalyzátory obsahující mangan. Pomocí hydrolytického kintického rozdělení lze rozdělit racemické směsi epoxidů selektivní hydrolýzou jednoho enantiomeru, kdy se jako katalyzátor používá obdobný kobaltitý komplex.
Chromité a kobaltité komplexy salenu jsou dobrými katalyzátory při přípravě polykarbonátů z oxidu uhličitého a epoxidů.

## Podobné komplexy

Salpn, substituovaný salenový ligand

### Komplexy substituovaných salenů
Nesubstituované salenové komplexy se špatně rozpouštějí v organických rozpouštědlech. Rozpustnost lze zvýšit pomocí nepolární skupiny připojené na ethylenový můstek nebo na benzenové jádro; příkladem je salpn, který vznikne, když se salicylaldehydem místo ethylendiaminu reaguje 1,2-diaminopropan. Takto vzniklý produkt se používá jako aditivum do motorových olejů a paliv, kde zachytává ionty kovů.
Přítomnost větších skupin v blízkosti koordinačního centra zvyšuje katalytickou aktivitu a znesnadňuje dimerizaci, a proto je žádoucí. Ligandy odvozené od 3,5-di-terc-butylsalicylaldehydu mají obě tyto vlastnosti a navíc jsou dobře rozpustné i v nepolárních rozpouštědlech jako je pentan.
Chirální salenové ligandy lze připravit substitucí diaminového můstku, benzenového jádra, nebo obou těchto částí molekuly. Jako příklad lze uvést kondenzaci C2 symetrického trans-1,2-diaminocyklohexanu s 3,5-di-terc-butylsalicylaldehydem, při níž vzniká ligand, který vytváří s chromem, manganem, kobaltem a hliníkem komplexy používané jako katalyzátory asymetrických reakcí, mezi které patří mimo jiné Jacobsenova epoxidace, katalyzovaná komplexem salen-Mn.

### Komplexy s ligandy podobnými salenu
Komplexy s ligandy podobnými salenu se připravují z ligandů s podbnými chelatačními skupinami, jako jsou acacen, salph a salqu. U komplexů mědi a salqu bylo zkoumáno jejich možné využití jako katalyzátorů oxidačních reakcí.

### Komplexy se salanovými ligandy
Komplexní sloučeniny, ve kterých jako ligandy slouží salan nebo salalen, které mají jednu nebo dvě nasycené vazby dusík-aryl (tedy aminové namísto iminových) mají oproti odpovídajícím salenovým komplexům větší elektronovou hustotu na kovovém centru.